# Adonis Baths
Adonis Baths är ett vattenfall i Cypern.   Det ligger i distriktet Eparchía Páfou, i den västra delen av landet, 90 km väster om huvudstaden Nicosia. Adonis Baths ligger 267 meter över havet. Det ligger på ön Cypern.
Terrängen runt Adonis Baths är kuperad. Trakten runt Adonis Baths är ganska tätbefolkad, med 185 invånare per kvadratkilometer. Närmaste större samhälle är Pafos, 10,5 km söder om Adonis Baths. Trakten runt Adonis Baths består till största delen av jordbruksmark.
Klimatet i området är tempererat. Årsmedeltemperaturen i trakten är 20 °C. Den varmaste månaden är juli, då medeltemperaturen är 30 °C, och den kallaste är januari, med 10 °C. Genomsnittlig årsnederbörd är 631 millimeter. Den regnigaste månaden är januari, med i genomsnitt 141 mm nederbörd, och den torraste är augusti, med 2 mm nederbörd.